# Castelul Apor din Abuș
Castelul Apor din Abuș este un monument istoric aflat pe teritoriul satului Abuș, comuna Mica.